# 稲荷台 (佐倉市)
稲荷台（いなりだい）は、千葉県佐倉市の町丁。現行行政地名は稲荷台一丁目から稲荷台四丁目。郵便番号285-0864。

## 地理
北は臼井台、北東は臼井田、東は臼井、南は王子台、西は臼井台、北西は南臼井台に隣接している。

## 世帯数と人口
2017年（平成29年）10月31日現在の世帯数と人口は以下の通りである。
| 丁目         | 世帯数    | 人口    |
| ------------ | --------- | ------- |
| 稲荷台一丁目 | 764世帯   | 1,630人 |
| 稲荷台二丁目 | 340世帯   | 723人   |
| 稲荷台三丁目 | 176世帯   | 367人   |
| 稲荷台四丁目 | 221世帯   | 506人   |
| 計           | 1,501世帯 | 3,226人 |

## 小・中学校の学区
市立小・中学校に通う場合、学区は以下の通りとなる。
| 地域         | 小学校               | 中学校               |
| ------------ | -------------------- | -------------------- |
| 稲荷台一丁目 | 佐倉市立王子台小学校 | 佐倉市立臼井西中学校 |
| 稲荷台二丁目 | 佐倉市立王子台小学校 | 佐倉市立臼井西中学校 |
| 稲荷台三丁目 | 佐倉市立王子台小学校 | 佐倉市立臼井西中学校 |
| 稲荷台四丁目 | 佐倉市立王子台小学校 | 佐倉市立臼井西中学校 |

## 施設

### 一丁目
- 佐倉交通臼井営業所
- 稲荷台公園

### 二丁目
- 佐倉稲荷台郵便局
- 稲荷台二丁目集会所
- 五縄公園

### 三丁目
- 稲荷台三丁目集会所
- 新堀公園

### 四丁目
- 稲荷台四丁目集会所
- 大畑西公園
- 大畑東公園
- 大畑南公園

## 交通

### 鉄道
地内に鉄道駅はない。王子台にある京成本線京成臼井駅が利用できる。

### 道路
- 国道
  - 国道296号